# Manoel Severino
Manoel Severino Pereira (Recife, 22 de julho de 1936  faleceu em 26 de novembro de 2020 em casa junto a sua esposa) foi um pugilista brasileiro.
Lutava pela Academia Santa Rosa. É considerado por especialistas como uns dos maiores nomes do boxe brasileiro de todos os tempos. Ficou conhecido também pelo apelido de Leão do Norte.

## Biografia
Manoel Severino nasceu em Pernambuco no bairro de Torre de Quataritinga, e cresceu no bairro Vasco da Gama em Recife, em uma família de camponeses. Ele treinava todo domingo numa  Fábrica de Tecido da Macaxeira.
Resolveu ir tentar a vida no Rio de Janeiro e, com 19 anos, embarcou no navio Cuiabá rumo a Cidade Maravilhosa. Chegando no Rio procurou por um parente distante que morava no Morro do Pinto, atrás da Central do Brasil.
Foi levado por um conhecido para treinar no Ginásio do Fluminense e, mais tarde, passou a treinar no antigo prédio da Cássio Muniz, local onde trabalhava, na rua do Resende, 65 - Lapa, no Rio de Janeiro.
Todos os chamavam de "O Leão do Norte", pela força que ele tinha, e por vir do nordeste. Manoel Severino tinha um dos melhores físicos de boxe na época, se não o melhor como disse um de seus fãs[ligação inativa]. 

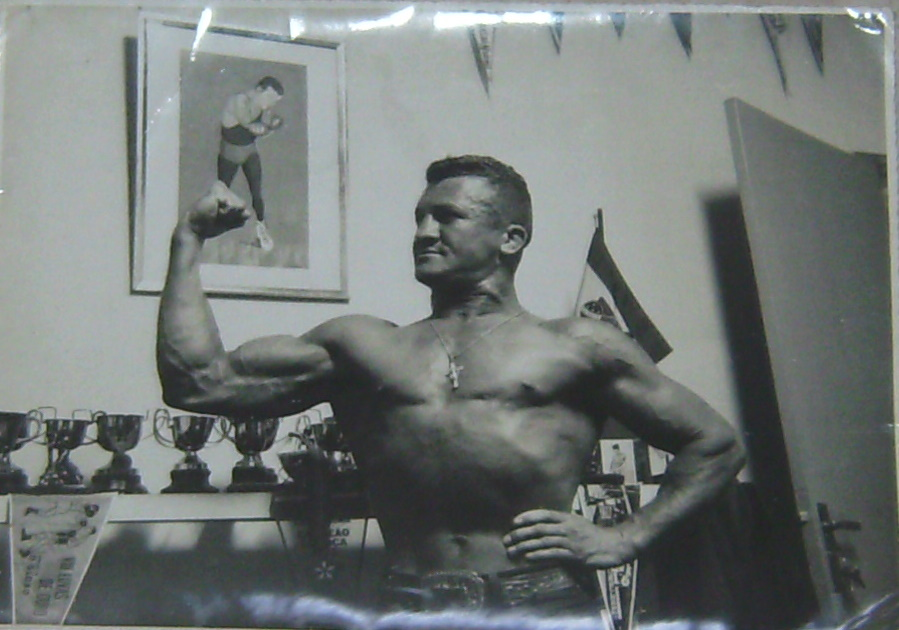

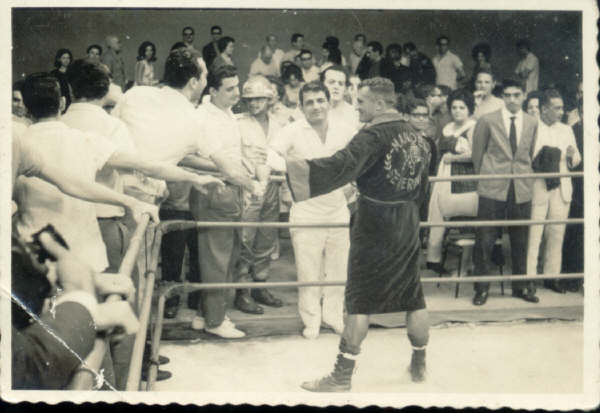

Seu primeiro treinador foi Frederico Busone quando ainda era amador. E depois foi treinado por Santa Rosa e iniciou sua carreira no boxe profissional. Estreou como pugilista pelo Grêmio Cássio Muniz no ano de 1960. 
Em 1961, Manoel Severino tornou-se  pela primeira vez campeão carioca de novíssimos de boxe Amador pela Federação Carioca de Pugilismo. Ainda na condição de amador em 1963 tornou-se vice-campeão carioca de veteranos de boxe amador.
Em 12 de julho de 1969 Manoel Severino ganhou o título de Luís Cesar, tornado-se campeão brasileiro dos pesos médios, começando assim a escrever o seu nome na história do boxe mundial.
Sua luta mais famosa foi quando ele disputou o título sul-americano com Carlos Monzón, no Luna Park em Buenos Aires, em 27 de setembro de 1969.
Depois de duas lutas empatadas, na terceira tentativa pelo título, perdeu  a luta, quando esta foi encerrada rapidamente pelo árbitro dando a vitória para Monzón. Sua última luta foi em 28 de setembro de 1973 contra o pugilista Miguel de Oliveira em São Paulo. Mesmo depois de abandonar o boxe profissionalmente, continuou a lutar por esporte. 
É casado com Zélia Quirino Pereira, e pai de quatro filhos. Georgia, Adriana, Marcelo e Massaine. Atualmente vive em Cabo Frio, no Rio de Janeiro.

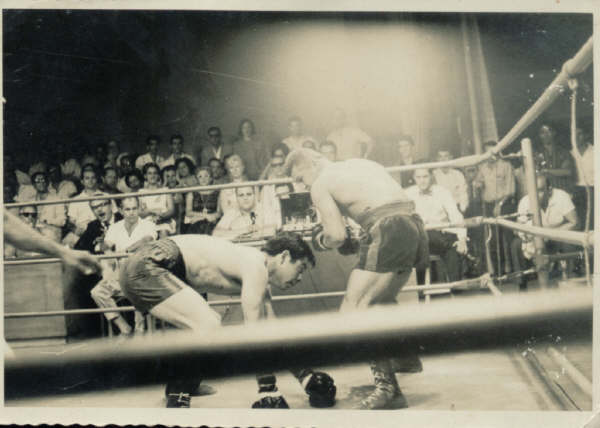

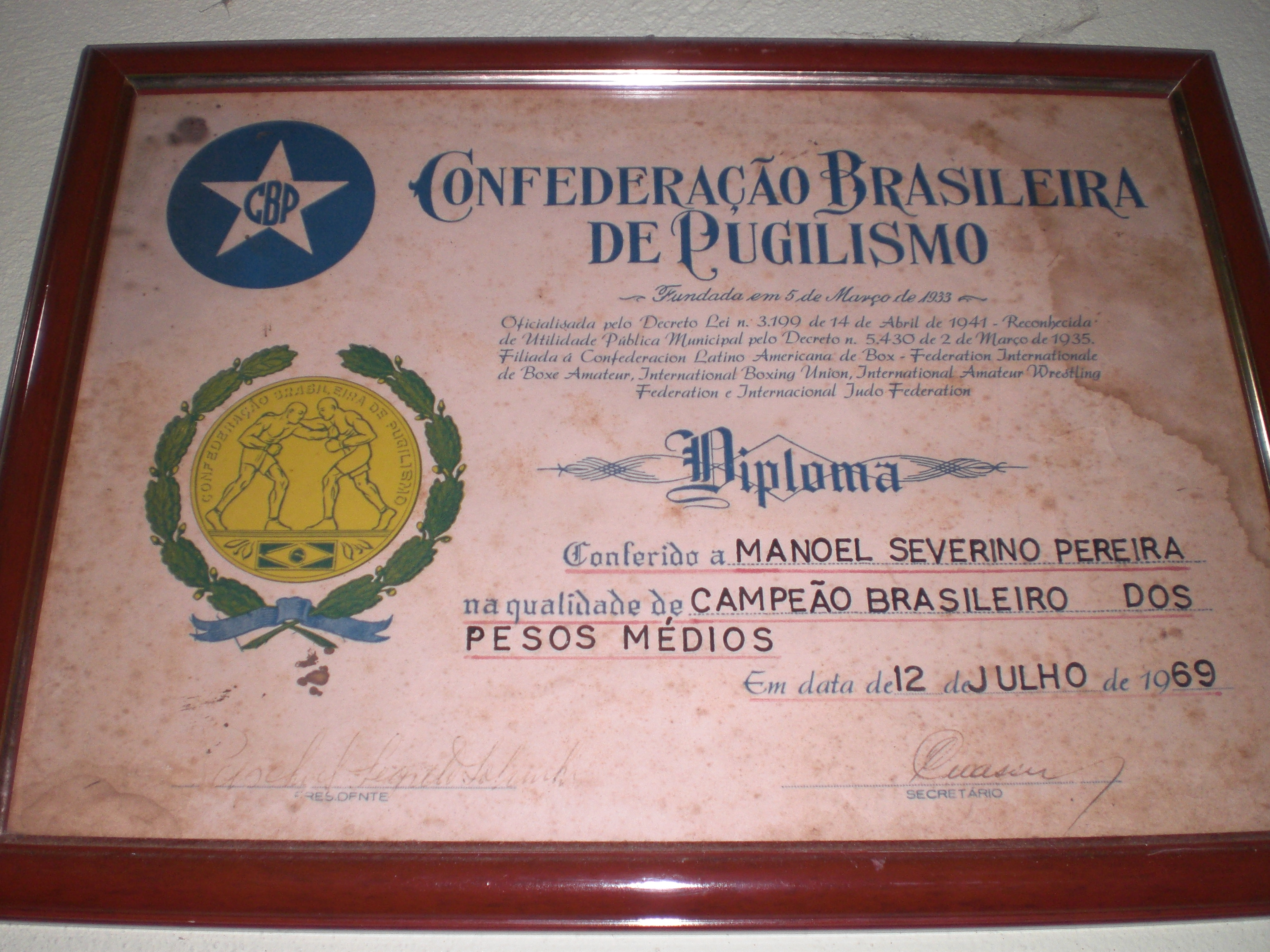

## Cartel
- 48 lutas
- 22 vitórias
- 0 nocautes
- 9 empates
- 17 derrotas

## Conquistas
Como Peso Médio Ligeiro conquistou os seguintes títulos: 
- Campeão Carioca de Novíssimos de Box Amador de 1961
- Campeão de Novos de Box Amador de 1961
- Campeão Carioca de Novos de Box Amador de 1962;

Como Peso Médio conquistou os seguintes títulos:
- Campeão Carioca de Novíssimos de Box Amador em 1961
- Vice-campeão de Veteranos de Box Amador de 1962
- Vice-campeão Carioca dos Veteranos de Box Amador de 1963e 1968
- Campeão Brasileiro dos Pesos Médios de 1969

## Títulos
- Campeão Brasileiro dos Pesos Médios de 1969